# Шестаков, Василий Иванович
Васи́лий Ива́нович Шестако́в (12 декабря 1891, Кадом, Тамбовская губерния — 14 сентября, 1956, Москва) — советский государственный деятель, народный комиссар лёгкой промышленности СССР (1937—1939).

## Биография
Родился в семье земского фельдшера. Русский. Образование среднее: в 1910 г. окончил ремесленное училище в Москве.
С января 1911 г. работал слесарем, лекальщиком на заводах Москвы и Петрограда.
После Февральской революции 1917 г. председатель заводского комитета мастерской Петроградского технологического института.
В 1918 г. — товарищ председателя окружного исполкома г. Таганрог.
В 1919 г. — заведующий отделом народного образования Кадомского горсовета. С декабря 1919 г. — председатель Темниковского уездного профсоюзного бюро Тамбовской губернии.
С августа 1920 г. — председатель Темниковского, с июня 1921 г. — Моршанского уездных комитетов РКП(б) Тамбовской губернии.
- 1922—1924 гг. — председатель Тамбовского губернского совета профсоюзов,
- 1924—1926 гг. — председатель Терского губернского совета профсоюзов (г. Пятигорск).
- 1926—1927 гг. — парторг Пролетарского завода в Ленинграде.
- 1927—1929 гг. — директор завода им. И. В. Сталина в Ленинграде.
- 1929—1931 гг. — заместитель председателя Ленинградского городского и областного Советов.
- 1931—1934 гг. — председатель Ленинградской городской и областной контрольных комиссий.
- февраль-сентябрь 1934 г. — в центральном аппарате Комиссии партийного контроля при ЦК ВКП(б).
- 1935—1936 гг. — заместитель заведующего промышленным отделом ЦК ВКП(б).
- 1935—1937 гг. — секретарь Ленинградского горкома партии.
- февраль-сентябрь 1937 г. — председатель Ленсовета.
- 1937—1939 гг. — народный комиссар легкой промышленности СССР.
- 1939—1942 гг. — начальник Главного управления полиграфического оборудования наркомата общего машиностроения СССР (с ноября 1941 г. наркомата минометного вооружения СССР).
- 1942—1944 гг. — начальник 3-го Главного,
- 1944—1946 гг. — начальник 1-го Главного управления наркомата минометного вооружения СССР.
- 1946—1953 гг. — начальник Главного управления текстильного машиностроения народного комиссариата (с марта 1946 г. — министерства) машиностроения и приборостроения СССР.
- 1953—1954 гг. — директор Всесоюзного научно-исследовательского института текстильного и легкого машиностроения Министерства машиностроения СССР.

Член РСДРП(б) с 1914 г. В 1934—1939 гг. — член Комиссии партийного контроля при ЦК ВКП(б). Член ЦИК 6 созыва. Депутат Верховного Совета СССР 1 созыва.
С октября 1954 г. персональный пенсионер союзного значения.

## Награды и звания
Награждён орденом Ленина, орденом Трудового Красного Знамени, орденом Отечественной войны 1-й степени, орденом «Знак Почета».

## Память
Имя Шестакова носят улицы в Кадоме, Темникове.